# Martin Klimiuk
Martin Klimiuk (ur. 14 listopada 1977) – australijski judoka.
Startował w Pucharze Świata w 1999. Srebrny medalista mistrzostw Oceanii w 1998. Mistrz Australii w 1997 i 1998 roku.